# Chiesa della Santissima Trinità (Parre)
La chiesa della Santissima Trinità è situata nel comune di Parre, in val Seriana (provincia di Bergamo). Si erge sulla sommità del monte Cusen ("roccia" nel dialetto Gaì), a 762 metri di altitudine.

## Storia
Il primo documento che attesta l'esistenza di questa chiesa fu redatto dal vescovo Federico Cornar il 22 agosto 1565, in cui viene indicata la presenza sul territorio di una cappella della Trinità. Risulta infatti di quegli anni l'intervento di costruzione di una chiesa in luogo di una preesistente cappella del XIII secolo.
La presenza di un romito, persona dedita alla vita ritirata e solitaria, permetterà nel tempo il buon mantenimento dei locali della chiesa.
Il campanile con le tre campane è del 1610 in pietra viva, mentre il loggiato in pietra di Sarnico è degli inizi del XVIII secolo, così come l'adiacente casa ora residenza del custode.

## Descrizione

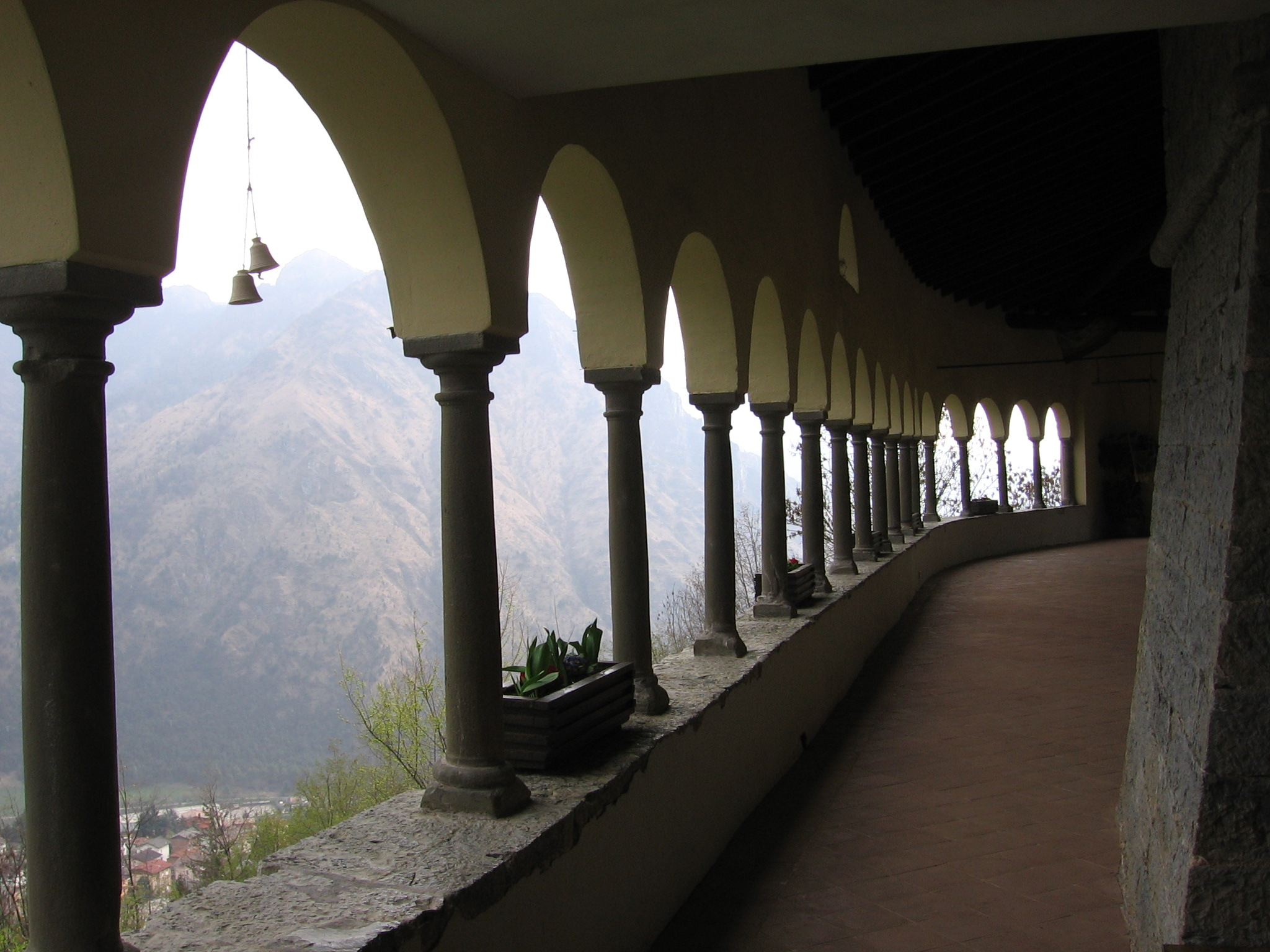
Porticato esterno lato est-Chiesa Santissima Trinità

La chiesa, contrariamente alla maggior parte delle chiese, è rivolta a nord-est, in quanto la sua posizione arroccata su roccia non le ha permesso di essere rivolta a est. Il porticato che la circonda è ricoperto dall'ala del tetto della chiesa stessa, ed è formato da 29 archetti in muratura sostenuti da colonnine poggianti su di un parapetto di cui ben 22 rivolte a est e visibili dal fondo valle.
L'interno è ad una sola navata, suddivisa da lesene in quattro campate coperte da voltini incrociati.

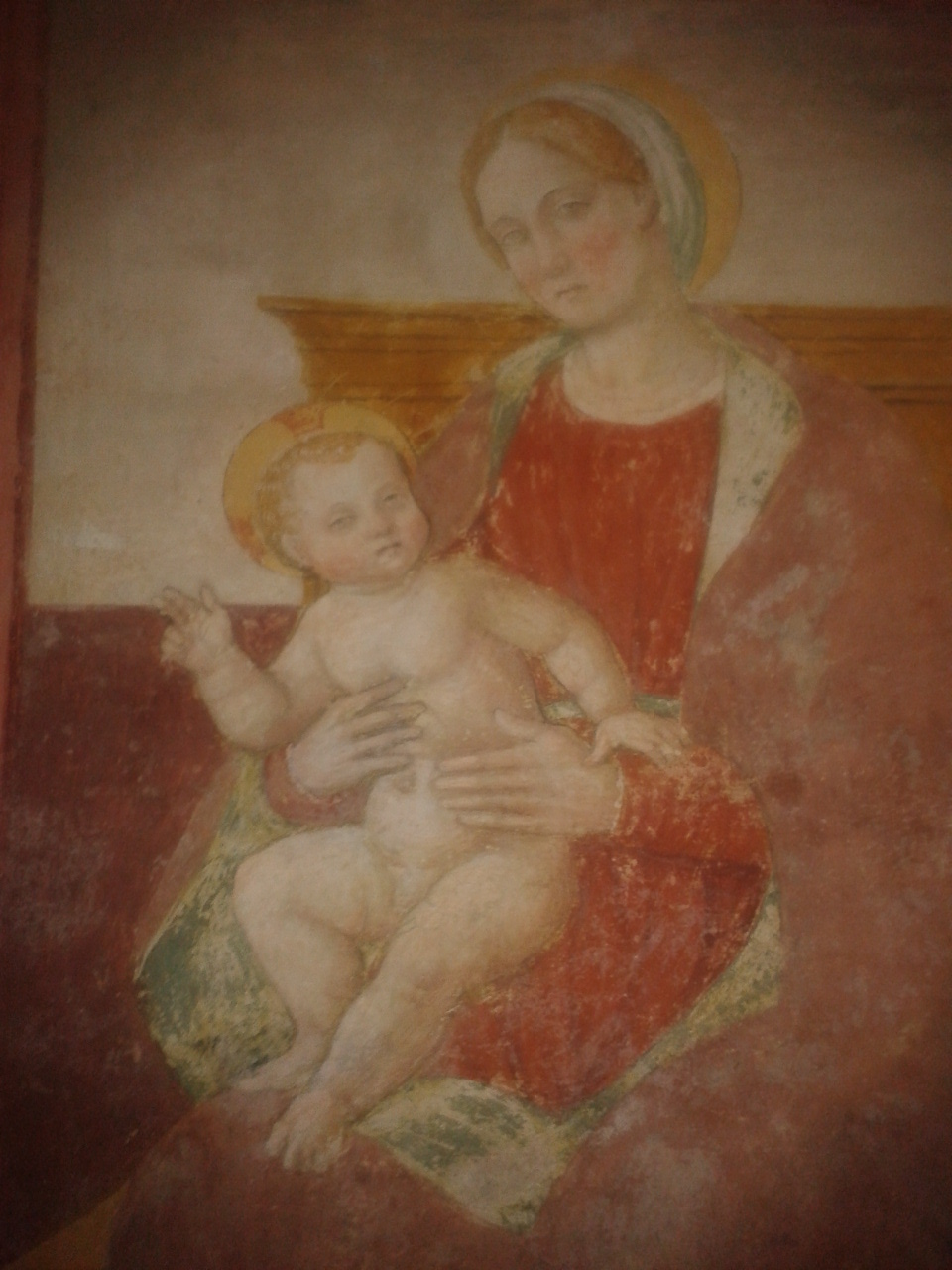
Madonna con Bambino nella chiesa della Santissima Trinità-Parre

Tra la terza e la quarta campata, sul pavimento in cotto antico, si possono vedere due gradini della precedente chiesa cinquecentesca, tornati alla luce durante i lavori di restauro. La chiesa prevedeva tre porte, sopra la principale vi era la scritta Adorabitis Patrem sulle altre Et pax Christi exulter in cordibus vetris e Nolite contristate Spiritum Sanctum.
Nel restauro, intercorso dal 1996 al 2000, ha permesso di riportare alla luce affreschi del XVI secolo, tra cui quello di San Lucio con una fetta di formaggio, una Madonna che allatta il Bambino e una Santissima Trinità.
Il presbiterio, sopraelevato di tre gradini e ristretto rispetto al resto della chiesa, ha il soffitto a botte; sull'arco riconoscibile la scena dell'Annunciazione, mentre sul lato a sinistra una Madonna col Bambino di rara bellezza.